# Pingelen
Pingelen of kloppen is een vorm van detonatie i.c. het ongecontroleerd en vroegtijdig zelfontbranden van brandstof in een mengselmotor, bijvoorbeeld een zuigermotor of wankelmotor.
Bij hogere toerentallen is de vullingsgraad van de cilinders lager, waardoor de kans op kloppen vermindert maar door de hogere snelheid van de gasstromen wordt de turbulentie binnen de cilinder groter waardoor de gasmengels ongecontroleerd kunnen zelfontbranden en motorschade veroorzaken. Pingelen ontstaat doordat er een ongecontroleerde zelfontbranding ontstaat vooraleer de zuiger zijn bovenste dode punt (BDP) bereikt heeft. Door deze vervroegde drukontwikkeling op de zuiger zal deze de neiging hebben om de krukas in de tegengestelde richting te laten draaien.
Kloppen is een verschijnsel dat vooral voorkomt bij mengselmotoren van auto's uitgerust met drukvulling via een turbo, supercharger of Ram Air-installatie. Deze systemen zorgen er namelijk voor dat het mengsel onder verhoogde druk in de cilinder komt, waardoor de kans op zelfontsteking groter wordt. Ook motoren zonder drukvulling met een hoge compressieverhouding (bijvoorbeeld 11:1) zijn gevoeliger voor kloppen. Het klopgevaar is trouwens de belangrijkste beperkende factor voor de compressieverhouding.

## High speed knock
High speed knock betekent het pingelen van de motor bij hoog toerental. Low speed knock komt voor bij lagere toerentallen rond de 2000 omwentelingen per minuut.
Bij deze toerentallen is de vullingsgraad van de cilinders hoog waardoor de werkelijke compressie van het gasmengsel ook hoog is. Hierdoor is de kans op ongecontroleerde explosie van het gasmengsel hoger, hetgeen hoorbaar is als tikkend of pingelend geluid. Hoewel rijden op een lager toerental het brandstofgebruik terugdringt is het van belang om bij low speed knock terug te schakelen en of minder gas te geven om te voorkomen dat de motor bij lage toerentallen zwaar belast wordt. Low speed knock is schadelijk voor de motor maar minder schadelijk dan high speed knock, ook omdat het beter waarneembaar is. Moderne motoren zijn voorzien van mogelijkheden om elektronisch in te grijpen bij het waarnemen van pingelen.

## Dieselmotoren
Pingelen kan enkel bij een mengselmotor optreden, omdat dit type motor werkt met een gecontroleerde verbranding die geïnitieerd wordt door een vonk van de bougie. Zelfontbranding van het gasmengsel betekent dat de verbranding te vroeg gebeurt. Bij dieselmotoren daarentegen wordt de verbranding altijd geïnitieerd door die zelfontbranding. Het verschil bij dieselmotoren is echter, dat deze verbranding pas gebeurt nadat de brandstof geïnjecteerd wordt in de verbrandingsruimte en zo dus gecontroleerd verloopt.
Diesel ontbrandt niet onmiddellijk vanaf het moment die geïnjecteerd wordt. Het tijdsverschil tussen de injectie en de werkelijke ontbranding wordt de ontstekingsvertraging genoemd. Deze hangt af van het cetaangetal. Als de ontstekingsvertraging te groot is kan het zijn dat het grootste deel reeds ingespoten is vooraleer ze ontbrandt. Deze plotse ontbranding van de grote hoeveelheid brandstof kan ook drukgolven veroorzaken waardoor bij een dieselmotor ook een soort pingelen kan optreden, dit wordt dan echter geen pingelen genoemd; het is een te laat ontbranden.

## Klopregeling
Bij een injectiemotor met een electronic control unit (ECU) wordt een klopregeling aangebracht. Deze regeling wordt gestuurd door de klopsensor. Wanneer de klopsensor meet dat er een klop in het proces ontstaat, stuurt deze een elektrisch signaal naar de ECU. Op haar beurt stuurt de ECU een signaal naar het ontstekingssysteem of de wastegate. Hierdoor zal het gasmengsel later ontstoken worden of de turbodruk verlaagd en zal het pingelen verdwijnen. De ECU zal de regeleenheid vervolgens trapsgewijs de ontsteking aansturen om opnieuw vroeger te gaan ontsteken tot er opnieuw een klopverschijnsel optreedt. De klopregeling zorgt ervoor dat de ontbranding gebeurt rond de klopgrens.

## Klopvastheid van brandstof
Kloppen kan vermeden worden door benzine te gebruiken met grotere klopvastheid. De klopvastheid wordt uitgedrukt in het octaangetal van de benzine. Benzine met een grotere klopvastheid verkreeg men vroeger door het toevoegen van tetra-ethyllood (TEL), in de volksmond vaak gewoon 'lood' genoemd. Tegenwoordig gebruikt men methyl-tert-butylether (MTBE) als antiklopmiddel.

## Voortijdige verbranding
Lucht gemengd met benzine kan bij samendrukking in de cilinder spontaan explosief ontbranden, dus voordat de bougie een vonk geeft. De oorzaak kan gezocht worden in gloeiende kooldeeltjes of hete plekken in de verbrandingskamer, bijvoorbeeld een bougie die te heet wordt. Het fenomeen is vergelijkbaar met het 'nadieselen' van een benzinemotor nadat die uitgezet is. Deze explosies kunnen extra schadelijk zijn omdat de zuiger tegen de explosierichting in moet werken. Deze voortijdige verbranding moet niet verward worden met pingelen.

## Detonatie
Bij een normale ontsteking van het mengsel van benzine en lucht loopt het vlamfront snel en grillig maar rechtstreeks vanaf de bougievonk naar de wanden van de verbrandingskamer. Wanneer het mengsel voor het vlamfront te veel gecomprimeerd wordt door de drukopbouw van de verbranding zelf dan zal dat mengsel exploderen in plaats van verbranden.
Voortijdige verbranding en detonatie werken elkaar in de hand.

## Maatregelen tegen kloppen
- Tegenwoordig zijn auto's uitgerust met een klopsensor en zal de ECU maatregelen nemen zoals het reduceren van brandstoftoevoer, veranderen van het ontstekingstijdstip of reduceren van de turbodruk.
- Een typische omstandigheid waarin pingelen opgewekt wordt is het zwaar belasten van een motor bij lage toerentallen - bijvoorbeeld met een caravan in de bergen. Dit is een zogenaamde low speed knock. Daarom is het verstandig om onder dergelijke omstandigheden terug te schakelen naar een lagere versnelling met een wat hoger toerental en minder gas te geven.
- Niet in de laatste plaats is het octaangetal van de brandstof van belang. 'Normale' 95-octaanbenzine tanken in een auto die volgens het instructieboekje 'super' (RON is 98) nodig heeft, kan schadelijk zijn als het maximale vermogen van de motor gevraagd wordt. Andersom is geen enkel probleem, maar zinloos.
- Kloppen kan ook een indicatie zijn dat er met de motorkoeling iets niet in orde is.
- Waterinjectie of water-methanolinjectie kan een oplossing zijn door extra koeling en de octaanverhogende werking.